# Loxops
Loxops – rodzaj ptaków z rodziny łuszczakowatych (Fringillidae).

## Występowanie
Rodzaj obejmuje gatunki występujące na Hawajach.

## Morfologia
Długość ciała 10–11 cm, masa ciała 9,2–16 g.

## Systematyka

### Etymologia
Nazwa rodzajowa jest połączeniem nazwy rodzaju Loxia Linnaeus, 1758 oraz greckiego słowa ωψ ōps, ωπος ōpos – „oblicze, twarz”.

### Gatunek typowy
Fringilla coccinea Gmelin

### Podział systematyczny
Do rodzaju należą następujące gatunki:
- Loxops caeruleirostris (Wilson, SB, 1890) – hawajka modrodzioba
- Loxops coccineus (J.F. Gmelin, 1789)– hawajka pąsowa
- Loxops ochraceus Rothschild, 1893 – hawajka ochrowa  – takson wymarły
- Loxops wolstenholmei Rothschild, 1893  – hawajka rdzawa – takson wymarły
- Loxops mana (Wilson, SB, 1891) – hawajka brązowawa – takson umieszczany czasami w monotypowym rodzaju Manucerthia[8][9], lecz nie zostało to zaakceptowane przez NACC[10].